# Redmi Note 11
Il Redmi Note 11 è uno smartphone di fascia media prodotta da Redmi, sub-brand di Xiaomi, presentanto il 26 gennaio 2022 e messo in vendita il 24 febbraio 2022.

## Caratteristiche tecniche

### Hardware
Il dispositivo è grande 159.9 × 73.9 × 8.1 millimetri e pesa 179 grammi. Ha un chipset Qualcomm SM6225 Snapdragon 680 4G, con CPU Octa-core e GPU Adreno 610. Ha una Frequenza del Processore di 2.4 GHz. Il dispositivo ha una memoria interna di 64 / 128 GB e una memoria RAM da 4 GB. Ha una connettività Wi-Fi a/b/g/n/ac, una velocità rete 4G+ - 600 Mbps e Bluetooth 5.0. Ha uno schermo da 6,43 pollici ed ha una tecnologia SuperAMOLED con una risoluzione FHD+ / 1080 x 2400 pixel e una Frequenza aggiornamento 90 Hz. Ha la fotocamera primaria da 50 Megapixel con aperture focali delle tre fotocamere rispettivamente di ƒ/1.8,ƒ/2.2 ƒ/2.4.

### Software
Il dispositivo è dotato di Android 11, con interfaccia utente MIUI 13.